# Дятленко Микола Дмитрович
Микола Дмитрович Дятленко (26 листопада 1914, Куличка — 11 жовтня 1996, Київ) — український історик, дослідник історії України періоду Другої світової війни, кандидат історичних наук; перекладач, член Спілки письменників України.

## Біографія
Народився 26 листопада 1914 року в селі Куличці (нині Лебединського району Сумської області). Учасник німецько-радянської війни, напередодні якої був студентом факультету західних мов і літератур Київського університету. Проходив службу при 7-му відділі Політуправління ряду фронтів, який займався агітацією ворожих військ здаватися в полон та співпрацювати. Микола Дмитрович брав безпосередню участь у цій роботі, зокрема був літературним працівником газети для німецьких солдатів «Солдатська правда». Був перекладачем на допиті генерал-фельдмаршала Паулюса. За бойові заслуги нагороджений двома орденами Червоного Прапора, орденами Вітчизняної війни І ступеня, Червоної Зірки, сімома медалями.
1946 року закінчив філологічний факультет Київського державного університету. У 1946–1950 роках працював у Міністерстві закордонних справ УРСР, у 1950–1951 роках — завідувач відділу журналу «Україна», у 1951–1952 роках — редактор журналу «Більшовик України». 1955 року закінчив Академію суспільних наук при ЦК КПРС, де спеціалізувався в галузі історії міжнародних відносин і світового робітничого та національно-визвольного руху. У 1955 році захистив кандидатську дисертацію на тему: «Боротьба СРСР проти використання Сполученими Штатами Америки ООН як засобу агресії проти Китаю та Кореї (1950—1953 рр.)». У 1955–1959 роках — редактор журналу «Комуніст України», завідувач редакцією «Української радянської енциклопедії», у 1959–1964 роках — на творчій роботі (літератор-перекладач). У 1964–1974 роках — старший науковий співробітник відділів історії зарубіжних країн Сходу, нової та новітньої історії, Великої Вітчизняної війни Інституту історії АН УРСР. У цей період був співавтором праць:
- Україна і Близький та Середній Схід. — Київ, 1968;
- Міжнародна солідарність в боротьбі проти фашизму. 1933—1945 рр. — Київ, 1970[2].

З 1974 року на творчій роботі. Помер у 1996 році.